# Tom Carr-Smith
Pour les articles homonymes, voir Carr et Smith.

a Compétitions nationales et continentales officielles uniquement.

b Matchs officiels uniquement.
Dernière mise à jour le 2 juillet 2025.
Tom Carr-Smith, né le 28 février 2002 à Londres (Angleterre), est un joueur professionnel anglais de rugby à XV évoluant au poste de demi de mêlée avec Bath Rugby.

## Biographie
Tom Carr-Smith naît le 28 février 2002 à Londres en Angleterre. Il est originaire d'Amport, près d'Andover dans le Hampshire. Au niveau scolaire, il fréquente la Chafyn Grove School à Salisbury, dans le Wiltshire, puis la Sherborne School dans le Dorset. Il commence à jouer au rugby à XV dès son plus jeune âge au Andover RFC.
Il évolue au sein de l'Academy (centre de formation) de Bath Rugby à partir de l'âge de treize ans. En juin 2020, il signe son premier contrat avec le club,. En parallèle, il étudie le management à l'université de Bath. En 2021, il commence à s'entraîner avec l'équipe première de Bath Rugby.
Tom Carr-Smith fait ses débuts avec l'équipe professionnelle de Bath Rugby le 12 novembre 2021 face à Gloucester Rugby en Coupe d'Angleterre en remplaçant Max Green (en) à la 44e minute. C'est son seul match professionnel de la saison 2021-2022 avec l'équipe première.
En 2021, il remporte le Tournoi des Six Nations des moins de 20 ans en réalisant le Grand Chelem avec l'équipe d'Angleterre,.
L'année suivante, à partir de février 2022, il est à nouveau sélectionné pour le Tournoi des Six Nations des moins de 20 ans. Puis, en juin et juillet, il participe aux Six Nations Summer Series des moins de 20 ans avec son pays.
Puis, le 15 octobre 2022, il fait ses débuts en Premiership face aux Saracens en remplaçant Louis Schreuder à la 69e minute.
En mars 2025, il prolonge son contrat pour deux saisons supplémentaires avec Bath Rugby. Toujours au mois de mars, il inscrit un essai en finale de la Coupe d'Angleterre lors de la victoire des siens face aux Exeter Chiefs, 48 à 14. Deux mois plus tard, il remporte la Challenge Cup face au Lyon OU sur le score de 37 à 12 en entrant en jeu lors de la finale à la 71e minute à la place de Ben Spencer,. Le mois suivant, il remporte la Premiership face aux Leicester Tigers en finale sur le score de 23 à 21 mais il n'entre pas en jeu lors de la finale,.

## Palmarès

### En club
- Vainqueur de la Coupe d'Angleterre en 2025 avec Bath Rugby.
- Vainqueur de la Challenge Cup 2025 avec Bath Rugby.
- Vainqueur du Championnat d'Angleterre en 2025 avec Bath Rugby.

### En équipe nationale
- Vainqueur du Tournoi des Six Nations des moins de 20 ans en 2021 (Grand Chelem) avec l'équipe d'Angleterre.